# Сигнал (Одеса)
Спортивний клуб міліції «Сигнал» (Одеса) або просто «Сигнал» — аматорський український футбольний клуб з міста Одеса. Виступав у чемпіонаті України серед аматорів.
Клубні кольори: синьо-білі.

## Історія
Клуб заснований 3 липня 1996 року на честь 60-річного ювілею ДАІ СРСР Віктором Давімокою, під керівництвом якого домігся вагомих успіхів, тричі поспіль вигравши чемпіонат Одеси, Кубок міста й турнір поліцейських сил Європи.
У листопаді 2005 року клуб перейшов під юрисдикцію ГУ УМВС України в Одеській області.

## Досягнення
- Чемпіон Одеси 1996/97, 1998 (весна), 1998/99.
- Володар Кубка Одеси 1998 (весна), 1999/00.
- Володар Кубка Одеської області пам'яті Миколи Трусевича 2002.
- Срібний призер чемпіонату Одеської області 1999/00, 2000 (осінь), 2001, 2002, 2003.
- Срібний призер чемпіонату Одеси 1999/00.
- Фіналіст Кубка Одеської області пам'яті Миколи Трусевича 1998/99.
- Фіналіст Кубка Одеси 1998/99.
- Переможець зимової першості Одеси 1997/98, 2002/03.
- Срібний призер зимової першості Одеської області пам'яті Сергія Роздорожнюка 2000/01.
- Срібний призер зимової першості Одеси 1999/00, 2008/09.
- Бронзовий призер зимової першості Одеси 2005/06.
- Переможець Кубка поліцейських сил 1999, 2001, 2002, 2003, 2004.
- Срібний призер Кубка поліцейських сил Європи.

## «Сигнал» у Кубку України з футболу серед аматорів
У 1999 році команда виступила в Кубку України серед аматорів і вже в чвертьфіналі програла майбутньому володарю трофею — «Шахті-Україна» (Українськ) (1:2 в Українську і 3:4 в Одесі).
| Рік  | Етап       | І | В | Н | П | РМ  | О |
| ---- | ---------- | - | - | - | - | --- | - |
| 1999 | 1/4 фіналу | 2 | 0 | 0 | 2 | 4−6 | 0 |

## Головні тренери
- Ігор Іваненко
- Ігор Корнієць
- Віктор Богатир
- Олександр Никифоров
- Іван Гецко
- Олександр Павлінов
- Дмитро Новіков

## Відомі гравці
| - Валентин Стрижаков - Іван Гецко - Олександр Никифоров - Олександр Пінчук - Андрій Лісаковський - Сергій Гусєв - Олександр Авдеєв - Валерій Чміль - Віктор Богатир - Андрій Пархоменко |  | - Олег Мочуляк - Юрій Букель - Тимерлан Гусейнов - Ігор Харковщенко - Василь Мокан - Андрій Лозовський - Руслан Романчук - Володимир Заярний - Віталій Парахневич - Ігор Корнієць |